# The Listener
The Listener és una sèrie de televisió canadenca de ficció establerts a Toronto sobre un jove paramèdic anomenat Toby Logan (Craig Olejnik) amb la capacitat d'escoltar els pensaments de la gent.

## Argument
Toby és un infermer d'emergències de 25 anys que no coneixia el seu pare i es va criar en llars de guarda. Fins ara, Toby ha mantingut la seva capacitat d'escoltar a la gent i l'única persona que sap el seu secret és el seu conseller i confident, el Dr Ray Mercer (Colm Feore). Mentre travessa la ciutat de Toronto en ambulància amb el seu company Osman "Oz" Bey (Enis Esmer) Toby ajuda a les persones amb problemes. Amb l'ajuda de la inspectora de policia Charlie Marques (Lisa Marc) i la seva amiga-parella-amant ocasional Olivia Fawcett (Mylène Dinh-Robic), una metgessa d'urgències, Toby s'adona que el seu do pot servir per ajudar altra gent.

## Producció
La sèrie va ser produïda per Shaftesbury Films de CTV i la CTV Xarxa Secundària A i va ser creada per Michael Amo. L'episodi pilot, dirigit per Clement Virgo. La producció va començar la primavera de 2008. Moltes escenes inclouen tons de blau a la il·luminació o hi ha objectes blaus.

## Repartiment i personatges
- Craig Olejnik com a Toby Logan
- Lisa Marc com a inspectora Charlie Marques
- Enis Esmer com a Osman "Oz" Bey
- Mylène Dinh-Robic com a la Doctora Olivia Fawcett
- Anthony Lemke com a Sergent Brian Becker
- Arnold Pinnock com a George Ryder
- Colm Feore com a Ray Mercer

## Emissions i distribució
Als Estats Units d'Amèrica la cadena de televisió NBC va anunciar l'1 de febrer de 2008, un acord per a emetre 13 episodis. El programa es distribueix a través de Program Partners, que posseeix els drets dels americans amb les vendes de publicitat per a Sony Pictures Television. El programa es va començar a transmetre el dijous a la tarda, el juny de 2009, però va ser cancel·lada després del setè episodi a causa de la baixa audiència.
Per Fox International Channels es va estrenar la sèrie en la primera setmana de març de 2009, en 180 territoris.
A l'estat espanyol, va ser emesa per la cadena privada Antena 3, però va ser cancel·lada per baixa audiència.